# Luca Giuliano
Luca Giuliano (Rivalta Bormida, 4 luglio 1947) è un autore di giochi italiano ed è professore ordinario di sociologia all'Università degli studi di Roma, La Sapienza, dove insegna "Metodologia delle scienze sociali" nella Facoltà di Scienze Statistiche e "Strategie di narrazione ipertestuale" nella Facoltà di Scienze della comunicazione. Ha collaborato alla realizzazione di trasmissioni televisive e radiofoniche e ha scritto numerosi saggi e manuali inerenti alla simulazione e ai giochi di ruolo.
Nel 1990 pubblica con E. Elle il gioco di ruolo I Cavalieri del Tempio, scritto assieme ad Andrea Angiolino, Agostino Carocci, Giuliano Boschi e Massimo Casa. Il gioco, riedito da Rose and Poison nel 2005, si avvale di un'accurata ricostruzione storica e di un regolamento dettagliato.
La sua opera più nota è il gioco di narrazione On Stage!, in cui i giocatori si improvvisano attori e registi utilizzando soggetti tratti da testi teatrali e di narrativa. Nel 2004 fonda il premio letterario "La Maschera e il Volto", che viene assegnato alla miglior sceneggiatura per On Stage! da una giuria costituita dallo stesso Luca Giuliano e da un gruppo di autori di giochi e narrativa interattiva.
Giuliano ha organizzato vari eventi ludico-culturali in collaborazione con il comune di Roma (Biblioteca Centrale per ragazzi e Assessorato alla Famiglia e alle politiche per l'infanzia), con il comune di Gradara e con il comune di Urbino (Gradara Ludens e Festival del Gioco). Dal 1997 è presidente dell'Associazione di Letteratura Interattiva.
Nell'ambito dei suoi corsi universitari sviluppa spesso sinergie con gli ambienti del gioco di ruolo: nel 2006, ad esempio, i suoi studenti hanno realizzato un numero speciale di Misteri & Efferatezze, la rivista aperiodica curata da Paolo Agaraff in collaborazione con i creativi del Flying Circus.
Nell'ambito della manifestazione Lucca Games è vincitore di un Best of Show nel 1995 e del Premio alla Carriera nel 2005 .

## Opere principali in ambito ludico
- 1990
  - I Cavalieri del Tempio con Andrea Angiolino, Agostino Carocci, Giuliano Boschi, Massimo Casa; E Elle, Trieste.
- 1991
  - In principio era il drago. Guida al gioco di ruolo, Proxima Ed., Roma.
  - La veridica historia di Cristobal Colon con Agostino Carocci, Giuliano Boschi, Luca Giuliano, Massimo Casa; E.Elle, Trieste.
- 1992
  - La maschera e il volto. Il mondo virtuale e sociale dei giocatori di ruolo, con Alessandra Areni, Proxima Ed., Roma.
- 1995
  - On Stage! Il gioco dell'attore, DaS Production, Firenze.
- 1996
  - Sogno di una notte di mezza estate, Qualitygame e DaS Productions, Roma/Firenze.
- 1997
  - I padroni della menzogna. Il gioco delle identità e dei mondi virtuali, Meltemi Ed., Roma.
  - CYB. Gioco di ruolo in un lontano futuro con Agostino Carocci, Giuliano Boschi, Luca Giuliano, Massimo Casa; Qualitygame, Roma.
- 2003
  - Inventare destini - I giochi di ruolo per l'educazione con Andrea Angiolino, Beniamino Sidoti; La Meridiana, Molfetta (BA).
- 2005
  - I Cavalieri del Tempio con Andrea Angiolino, Agostino Carocci, Giuliano Boschi, Massimo Casa; Rose and Poison, Sanremo (IM).
- 2006
  - Il Teatro della Mente. Giochi di ruolo e narrazione ipertestuale, Guerini e associati, Milano.